# 陈家湖
陈家湖是一个位于中国江西省进贤县的湖泊，面积约为20平方千米，蓄水量约为12000万立方米。